# Nesobasis recava
Nesobasis recava är en trollsländeart som beskrevs av Donnelly 1990. Nesobasis recava ingår i släktet Nesobasis och familjen dammflicksländor. Inga underarter finns listade i Catalogue of Life.